# Hagens Berman Jayco
Hagens Berman Jayco ist ein australisches Radsportteam mit Sitz in Lugano. 

## Organisation und Geschichte
Die Mannschaft wurde 2009 in den Vereinigten Staaten unter dem Namen Trek Livestrong gegründet und nahm als Continental Team an den UCI Continental Circuits teil. In den Jahren 2010 und 2011 galt das Team als Farmteam für das ProTeam RadioShack, das ebenfalls von der Firma Capital Sports and Entertainment betrieben wurde. Gesponsert wurde die Mannschaft zunächst von dem US-amerikanischen Fahrradkomponentenhersteller Bontrager, der eine Marke der Trek Bicycle Corporation ist. Weiterer Namensgeber war Livestrong, die Krebshilfe-Stiftung von Lance Armstrong.
Von 2012 bis 2024 war Axel Merckx Sportlicher Leiter des Teams, seit 2014 auch Teammanager. Im Jahr 2014 übernahm Bissell, Nordamerikas größter Hersteller von Bodenpflegeprodukten, das Titelsponsoring, während Trek weiterhin das Team ausrüstete. Bissell unterhielt bis zum Ende der Saison 2013 das Bissell Cycling-Team. Hintergrund des Namenswechsels ist, dass nach den UCI-Regeln ein Unternehmen nicht Namenssponsor von zwei Teams sein kann, die im selben Rennen gegeneinander fahren. Da Trek im Jahr 2014 das RadioShack Leopard unter eigenem Namen übernahm, hätte ohne Namensänderung des Nachwuchsteams eines der beiden Teams unter anderem auf die Teilnahme an der Kalifornien-Rundfahrt verzichten müssen.
In der Saisons 2018 und 2019 erhielt das Team unter dem Namen Hagens Berman Axeon eine Lizenz als Professional Continental Team. Seit der Saison 2020 ist es wieder als Continental Team lizenziert und widmet sich der Förderung von Nachwuchsfahrern in der U23. In der Saison 2022 stellte das Team mit Leo Hayter den Gewinner des U23-Etappenrennens Giro d’Italia Giovani Under 23. Zur Saison 2023 wechselten sowohl der Junioren-Weltmeister des Jahres 2022 im Straßenrennen Emil Herzog, der Junioren-Vizeweltmeister António Morgado als auch der Junioren-Europameister Jan Christen in das Team.
Zur Saison 2024 wurde das Team offizielles Development Team des UCI WorldTeams Jayco AlUla. Seit 2025 fährt die Mannschaft wie das WorldTeam mit australischer Lizenz.

## Saison 2025
Mannschaft
| Teamkader 2025          | Teamkader 2025     | Teamkader 2025         | Teamkader 2025                                |
| Name                    | Geburtsdatum       | Land                   | Vorheriges Team                               |
| ----------------------- | ------------------ | ---------------------- | --------------------------------------------- |
| Evan Boyle              | 27. Juni 2004      | Vereinigte Staaten     | Aevolo (2023)                                 |
| Matthew Cole            | 12. Januar 2005    | Vereinigtes Königreich |                                               |
| William Eaves           | 2. Juli 2004       | Australien             | ARA-Skip Capital (2023)                       |
| Daniel Filipe Vieira    | 2. Juli 2006       | Portugal               |                                               |
| Wil Holmes              | 20. Februar 2006   | Australien             | Academy Région Sud p/b Giant (2024)           |
| Carl Emil Just Pedersen | 16. Januar 2006    | Königreich Dänemark    | CeramicSpeed Herning CK Junior (2024)         |
| Jesse Kramer            | 19. Oktober 2003   | Niederlande            | Team Visma \| Lease a Bike Development (2024) |
| Hamish McKenzie         | 13. September 2004 | Australien             | ARA-Skip Capital (2023)                       |
| Darren Parham           | 12. April 2005     | Vereinigte Staaten     |                                               |
| Samuele Privitera       | 4. Oktober 2005    | Italien                |                                               |
| Adam Rafferty           | 4. Oktober 2005    | Irland                 |                                               |
| Mattia Sambinello       | 3. November 2005   | Italien                |                                               |
| Rubén Sánchez Córdoba   | 2006               | Spanien                |                                               |
| Gonçalo Tavares         | 27. August 2004    | Portugal               |                                               |
| Ben Wiggins             | 26. März 2005      | Vereinigtes Königreich | Fensham Howes-MAS Design (2023)               |
|                         |                    |                        |                                               |
| Quelle: ProCyclingStats |                    |                        |                                               |

Erfolge
| Siege | Siege  | Siege | Siege  | Siege  | Siege |
| Datum | Rennen | Staat | Klasse | Sieger |       |
| ----- | ------ | ----- | ------ | ------ | ----- |

## Erfolge pro Saison
| Rennserie                 | 2009 | 2010 | 2011 | 2012 | 2013 | 2014 | 2015 | 2016 | 2017 | 2018 | 2019 | 2020 | 2021 | 2022 | 2023 | 2024 |
| ------------------------- | ---- | ---- | ---- | ---- | ---- | ---- | ---- | ---- | ---- | ---- | ---- | ---- | ---- | ---- | ---- | ---- |
| UCI ProSeries             | -    | -    | -    | -    | -    | -    | -    | -    | -    | -    | -    | -    | -    | -    | -    | -    |
| UCI Continental Circuits  | 3    | 12   | 6    | 4    | 4    | 3    | 5    | 14   | 11   | 12   | 4    | -    | 1    | 6    | 4    | 1    |
| nationale Meisterschaften | -    | 3    | 2    | -    | 3    | 1    | 3    | 2    | 2    | 3    | 4    | 1    | 2    | 2    | 3    | 3    |

## Platzierungen in UCI-Ranglisten
UCI-Weltrangliste
| World Ranking | World Ranking | World Ranking            | World Ranking |
| Jahr          | Teamwertung   | Einzelwertung            |               |
| ------------- | ------------- | ------------------------ | ------------- |
| 2016          | —             | Adrien Costa (196. )     |               |
| 2017          | —             | Neilson Powless (249. )  |               |
| 2018          | —             | Jasper Philipsen (145. ) |               |
| 2019          | 52.           | Mikkel Bjerg (162. )     |               |
| 2020          | 88.           | Jarrad Drizners (480. )  |               |
| 2021          | 88.           | Sean Quinn (521. )       |               |
| 2022          | 76.           | Leo Hayter (367. )       |               |
| 2023          | 61.           | António Morgado (293. )  |               |
| 2024          | 117.          | Adam Rafferty (935. )    |               |
|               |               |                          |               |
| Quelle: UCI   |               |                          |               |

UCI America Tour
| Saison | Mannschaftswertung | Fahrerwertung           |
| ------ | ------------------ | ----------------------- |
| 2009   | 27.                | Bjorn Selander (132.)   |
| 2010   | 21.                | Benjamin King (109.)    |
| 2011   | 20.                | Carter Jones (114.)     |
| 2012   | 11.                | Joseph Dombrowski (17.) |
| 2013   | 7.                 | Nathan Brown (36.)      |
| 2014   | 16.                | Ruben Zepuntke (45.)    |
| 2015   | 16.                | Logan Owen (86.)        |
| 2016   | 3.                 | Adrien Costa (16.)      |

UCI Asia Tour
| Saison    | Mannschaftswertung | Fahrerwertung          |
| --------- | ------------------ | ---------------------- |
| 2009      | 49.                | Ryohei Komori (218.)   |
| 2010-2015 | -                  | -                      |
| 2016      | 41.                | Neilson Powless (180.) |

UCI Europe Tour
| Saison | Mannschaftswertung | Fahrerwertung             |
| ------ | ------------------ | ------------------------- |
| 2009   | 87.                | Taylor Phinney (199.)     |
| 2010   | 43.                | Taylor Phinney (43.)      |
| 2011   | 66.                | Joseph Dombrowski (236.)  |
| 2012   | 72.                | Joseph Dombrowski (238.)  |
| 2013   | 53.                | Jasper Stuyven (107.)     |
| 2014   | 111.               | Tao Geoghegan Hart (524.) |
| 2015   | 83.                | Ruben Guerreiro (288.)    |
| 2016   | 35.                | Tao Geoghegan Hart (174.) |

UCI Oceania Tour
| Saison | Mannschaftswertung | Fahrerwertung        |
| ------ | ------------------ | -------------------- |
| 2009   | 24.                | Jesse Sergent (67.)  |
| 2010   | 9.                 | Taylor Phinney (10.) |
| 2011   | 3.                 | George Bennett (3.)  |
| 2012   | 14.                | Joshua Atkins (25.)  |
| 2013   | 5.                 | James Oram (12.)     |
| 2014   | 6.                 | James Oram (5.)      |
| 2015   | 4.                 | James Oram (7.)      |
| 2016   | -                  | -                    |